# 庶子增二
小熊座3，又名BD+75 529，HD 124063、SAO 7953、HR 5305，是小熊座的一颗恒星，视星等为6.45，位于銀經116.34，銀緯41.55，其B1900.0坐标为赤經14h 6m 8.9s，赤緯+75° 41.55′ 3″。